# De Oude Wereld
De Oude Wereld is een fictief gebied uit de boekencyclus Het Rad des Tijds van de schrijver Robert Jordan. In de Oude Wereld - door fans ook wel Rhandland genoemd - vinden de meeste gebeurtenissen plaats.

## Het Breken van de Wereld
Ondanks de overwinning van Lews Therin Telamon op de Duistere, staat de dag dat de Bres verzegeld werd bekend als een zwarte: net voordat Lews Therin de kerker weer kon verzegelen raakte de Duistere de mannelijke helft van de Ene Kracht, saidin, aan en besmette het. Door deze smet was iedere mannelijke Aes Sedai gedoemd tot krankzinnigheid. Met hun gaven verwoestten deze krankzinnigen de wereld en gaven haar een heel nieuw aanzien. Deze periode staat bekend als het Breken van de Wereld, waarin de mensheid zelf op de rand van uitsterven kwam te staan. De overlevenden – waaronder de vrouwelijke Aes Sedai – konden slechts pogen iets uit de ruïnes op te bouwen. Deze periode is ondanks drieduizend jaar nog niet vergeten en wordt nog altijd gevreesd.

## De Tien Naties
Tweehonderd jaar na het Breken van de Wereld waren er in de Oude Wereld tien naties opgekomen, waaronder het fabelachtige Manetheren. Deze tien naties werden door de Aes Sedai in de gaten gehouden en sloten een defensief verdrag met elkaar. Zelfs de Verwording was in deze dagen rustig, en de mensheid begon weer vooruitgang te boeken in de techniek en de kennis. Vanuit de wereldstad Tar Valon zochten de vrouwelijke Aes Sedai naar mannen die saidin konden aanraken, en stilden ze (= het voor eeuwig afsnijden van de Ene Kracht), zodat ze niet krankzinnig zouden worden. De Aes Sedai stichtten hiervoor zelfs een speciale organisatie: de Rode Ajah. De Tien Naties kenden grote vrede en welvaart.

## De Trollok-oorlogen
Steeds woestere invallen vanuit de Verwording en de verovering van de stad Basrine in een van de Grenslanden luidde het begin in van de Trollok-oorlogen: legers Trolloks en Myrdraal trokken onder leiding van Gruwheren naar het zuiden, alles op hun pad verwoestend. De Tien Naties begonnen een oorlog om hun vrijheid te behouden, maar een voor een vielen ze in handen van het Schaduwgebroed. Het verraad en de val van Manetheren, de smet die Aridhol verzwolg en de neergang van Jaramide zijn slechts onderdelen van deze honderden jaren durende oorlog. Zelfs Tar Valon werd tot tweemaal toe door Trolloks aangevallen en geplunderd. Pas na tweehonderd jaar wisten de restanten van de mensheid de Trolloks te overwinningen en terug te drijven naar de Dhoembergen. Alle tien naties gingen echter in het geweld ten onder.

## De Oorlog van de Tweede Draak
Na de Trollok-oorlogen verrezen nieuwe naties, waaronder Darmovan, Shiota en Rhamdashar. De Aes Sedai wisten te voorkomen dat de naties elkaar naar de keel vlogen, maar een eenheid zoals voor de Trollok-oorlogen werd nooit meer bereikt. Lange tijd kende de Oude Wereld rust, tot Guaire Amalasan zich in Darmovan uitriep tot de Herrezen Draak, en binnen een jaar drie naties veroverde. De rest van de landen rebelleerde tegen Amalasan en stuurden legers, maar Amalasan wist ondanks deze tegenstand meer en meer gebied te veroveren. De Steen van Tyr viel niet omdat 30 Aes Sedai zich binnen de muren bevonden. Het is bekend dat Amalasan 6 Aes Sedai doodden, suste en gevangennam toen ze hem probeerden te ontvoeren. Uiteindelijk werd Amalasan verslagen door een leger onder leiding van Artur Haviksvleugel.

## Het Keizerrijk
Haviksvleugel redde Tar Valon zelf van een reddingsleger van Amalasan, maar kwam daardoor bij de Amyrlin Zetel – Bonwhin – in het diskrediet. Een invasie van zijn thuisland sloeg hij af, waarna hij de rest van de Oude Wereld begon te veroveren. Hij verloor geen enkele veldslag en wist alle landen samen te voegen tot een keizerrijk. Een invasie van de Aielwoestenij werd een fiasco, alsmede een vlootexpeditie naar Shara. Maar het is bekend dat legers onder zijn zoon Luthair Mondwin het continent Seanchan bereikten en er de Oorlogen van Consolidatie begonnen, wat het continent tot een rijk zou smeden. Een invasie van Trolloks werd door Haviksvleugel afgeslagen.
Toen de Aes Sedai hem echter probeerden te sturen, sloeg hij - onder invloed van Ishamael - door en belegerde Tar Valon. Toen hij ziek werd weigerde hij heling van de Aes Sedai en stierf zonder erfgenaam, wat een grote oorlog in de Oude Wereld uitlokte over de opvolging.

## De Oorlog van Honderd Jaren
Meteen na de dood van Haviksvleugel verklaarden provincies als Cairhien, Saldea en Malkier zich onafhankelijk. De Grenslanden sloten een militair pact tegen de Verwording en de oorlogen in het zuiden. Bekend is ook dat in de Oorlog van de Honderd Jaren het beleg van Tar Valon werd gebroken toen de beste van Haviksvleugels generaals de koningin van het jonge Andor ging helpen in de oorlogen. De oorlogen eindigden pas na honderd jaar, toen bleek dat niemand sterk genoeg was om heel de Oude Wereld te heroveren en de huidige naties ontstonden, waarvan er enkele niet levensvatbaar bleken te zijn en alweer vergaan en vergeten zijn.

## De jaren voor de serie
Verval heeft de Oude Wereld in zijn greep. Naties als Almoth, Dal Caralain en Haddon Mirk zijn gevallen, het Grensland Malkier is door intern verraad aan de schaduw prijsgegeven, de Zeven Torens gebroken in de Verwording. Een ware plaag van Valse Draken - waaronder Ablar Logain en Mazrim Taim - trekken door de wereld, waarbij Saldea en Gelden aan vernietiging worden prijsgegeven.
Nadat koning Laman van Cairhien de magische Choraboom omhakte die de Aiel hem gegeven hadden, trokken vier stammen over de Rug van de Wereld. Plunderend vielen ze Cairhien aan met het doel Laman te doden. De andere naties stuurden legers, maar deze werden allemaal verslagen. De Aieloorlog bereikte zelfs Tar Valon, waar Laman werd gedood en de Aiel zich terugtrokken naar de woestenij. Ondertussen breken in het geheim de Verzakers vrij uit de kerker van de Duistere.

## Gebeurtenissen in de serie
Eindelijk is de Herrezen Draak opgestaan in de persoon van Rhand Altor. Nadat hij de natie Tyr heeft veroverd trekt hij naar de Woestenij, waar de Aiel hem erkennen als de Car'a'carn, Hij die Komt met de Dageraad. Zes stammen volgen Altor in de Shaido-oorlog tegen de afvallige Shaido. Hiermee verovert Rhand tevens Cairhien, waarna hij de Verzaker Rahvin doodt en de Andoraanse hoofdstad Caemlin verovert. Tegelijk met deze gebeurtenissen worden Tarabon en Arad Doman verscheurd door een burgeroorlog tussen Draakgezworenen en het leger. Tarabon wordt bovendien veroverd door de Seanchanen, die de Corenne (= Terugkeer) begonnen zijn. De Seanchanen stoten weldra door en veroveren ook Amadicia en Ebo Dar, de hoofdstad van Altara. Een korte oorlog tussen de Seanchanen en Rhand Altor – die inmiddels ook Illian aan zijn bezit heeft toegevoegd – leidt tot een stilstand in de Seanchaanse opmars.
Kleinere gevechten, waaronder de overwinning van de Draakgezworenen in Arad Doman en de vernietiging van de Shaido door Perijn Aybara leiden tot een steeds grotere invloed van Rhand. Nadat Elayne de troon van Andor heeft weten te veroveren – ondanks tegenstand van andere Huizen – biedt ze Andor aan als bondgenoot, gevolgd door de Grenslanden.